# Dlouhá pláž
Dlouhá pláž je kompilační album brněnské skupiny Kamelot. Vydáno bylo ve společnosti Universal Music v roce 2004. Album je retrospektivou uplynulých deseti let skupiny. Jsou zde zařazeny úspěšné písně z tohoto období doplněné o dosud nevydané skladby. Píseň Dlouhá pláž, která dala název celému disku je obsažena již na albu Paměť slonů.

## Obsazení
Autorem všech textů a hudby je Roman Horký.
Složení skupiny
- Roman Horký – sólový zpěv, sólová kytara
- Viktor Porkristl – doprovodná kytara, zpěv
- Pavel Plch – conga, pekuse, zpěv
- Jiří Meisner – baskytara, zpěv

a další hudebníci z alb Valerie a Paměť slonů.

## Skladby
1. Indián
2. Dlouhá pláž
3. Valerie
4. Podoby
5. Když vlaky jedou
6. Paměť slonů
7. Jiskra
8. Nenechám tě nikdy odejít
9. Houká vlak
10. Stará láska
11. Odplouváš
12. Jižní Morava
13. Zlatá klec
14. Kamarádka
15. Zvíře
16. Hajej, dadej
17. Král zbojníků